# Joseph Schumpeter

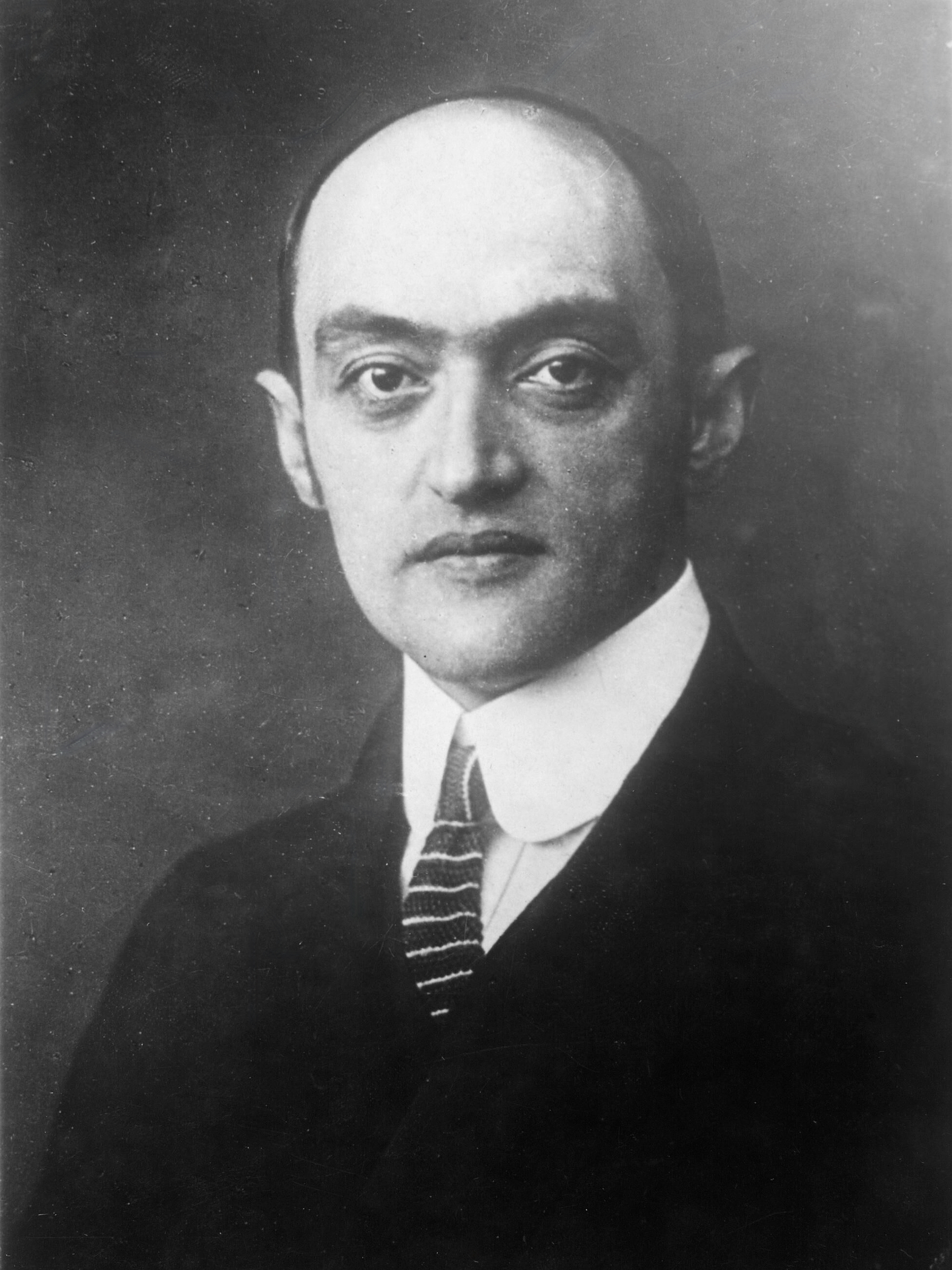
Joseph A. Schumpeter

Joseph Alois Julius Schumpeter (* 8. Februar 1883 in Triesch, Mähren, österreichische Reichshälfte von Österreich-Ungarn; † 8. Januar 1950 in Taconic, Connecticut, USA) war ein österreichischer Nationalökonom und Politiker. Er nahm 1925 die deutsche und 1939 die US-Staatsbürgerschaft an.
In seinem Frühwerk Theorie der wirtschaftlichen Entwicklung (1911) entwickelt er eine eigenständige Position zur Problematik der wirtschaftlichen Entwicklung des Kapitalismus. In seiner Publikation Kapitalismus, Sozialismus und Demokratie (1942) setzt er sich mit der Frage der Zukunft des Kapitalismus auseinander. Die posthum veröffentlichte Geschichte der ökonomischen Analyse gilt als Meilenstein der dogmenhistorischen Aufarbeitung wirtschaftswissenschaftlichen Denkens und umfasst dieses ab den Anfängen ökonomischer Analyse im antiken Wirtschaftsdenken bis hin zur modernen keynesianischen Makroökonomik. Mit seinen umfangreichen Werken sowie seinem interdisziplinären Herangehen gilt Joseph A. Schumpeter daher als einer der herausragendsten ökonomischen Denker des 20. Jahrhunderts.

## Leben und Wirken
Joseph Alois Julius Schumpeter wurde als einziges Kind des katholischen, deutschmährischen Tuchfabrikanten Joseph Alois Karl Schumpeter (* 15. März 1855 in Triesch; † 14. Januar 1887 ebenda) und dessen Frau Johanna, geb. Grüner (* 9. Juni 1861 in Wiener Neustadt; † 22. Juni 1926 in Wien), in Triesch (Mähren) geboren. Nach dem frühen Tod des Vaters bei einem Jagdunfall zog seine damals 27-jährige Mutter 1888 mit dem damals fünfjährigen Joseph nach Graz. Hier wuchs er bei seinem zukünftigen Stiefvater Sigismund von Kélersden auf, einem Feldmarschallleutnant der k.u.k. Armee.
Die Familie zog 1893 nach Wien und Schumpeter wurde in das Theresianum aufgenommen. 1901 verließ er das Theresianum mit sehr gutem Abschluss und begann sofort, an der Universität Wien Ökonomie zu studieren, was damals aber nur im Rahmen eines Rechtsstudiums möglich war. Schumpeter studierte bei Friedrich von Wieser und bei Eugen von Philippovich sowie ab 1904 bei Eugen Böhm von Bawerk. Er fand auch Kontakt zu Ludwig von Mises, Emil Lederer, Felix Somary, Otto Bauer und Rudolf Hilferding. Auf diese Weise wurde er nicht nur mit dem Methodenstreit zwischen Carl Menger und Gustav von Schmoller vertraut, sondern auch mit der Böhm-Bawerk/Hilferding-Kontroverse über die Marxsche Wert- und Verteilungstheorie.
Im Sommer 1905 legte Schumpeter das juristische, Anfang 1906 das rechtshistorische und staatswissenschaftliche Rigorosum ab und promovierte im Februar 1906 zum Doktor der Rechte. Darauf besuchte er Schmollers Seminar in Berlin sowie ein Jahr lang als Forschungsstudent die London School of Economics und die Universitäten in Oxford und Cambridge. Ende 1907 heiratete er Gladys Ricarde Seaver, die Tochter eines hohen Würdenträgers der Anglikanischen Kirche, die zwölf Jahre älter war als er. Das Paar lebte laut Biograf Richard Swedberg nach wenigen Monaten bestenfalls nebeneinander statt miteinander.
1907 praktizierte Schumpeter am Internationalen Gerichtshof in Kairo, wo er sein methodologisches Werk Das Wesen und der Hauptinhalt der theoretischen Nationalökonomie schrieb, das 1908 herauskam. Er legte es im Oktober der Staatswissenschaftlichen Fakultät der Universität Wien als Habilitationsschrift vor und wurde 1909 zum Privatdozenten ernannt.

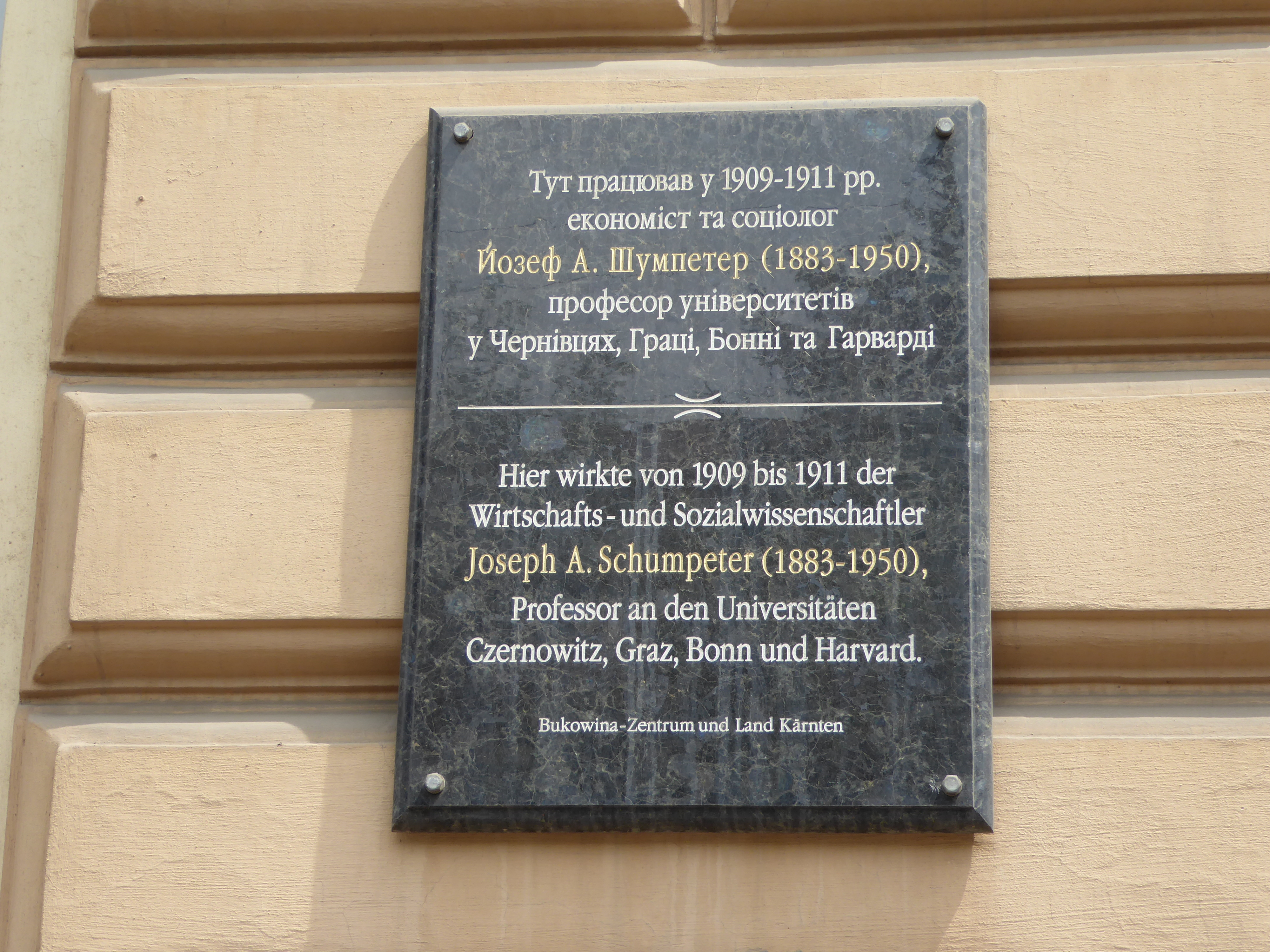
Gedenktafel in Czernowitz

Im Herbst 1908 wurde er außerordentlicher Professor an der Universität von Czernowitz, damals Hauptstadt des österreichischen Kronlandes Bukowina, und verfasste dort die Theorie der wirtschaftlichen Entwicklung. Um seinen Studierenden die Ausleihe von Literatur zu ermöglichen, duellierte er sich mit dem zuständigen Bibliothekar, der anschließend die Bücher freigab.
1911 kehrte er als ordentlicher Professor für Politische Ökonomie an der Karl-Franzens-Universität nach Graz zurück; er wurde damit jüngster Universitätsprofessor in Österreich-Ungarn. Diese Berufung erfolgte gegen den erbitterten Widerstand von Richard Hildebrand (Sohn des bekannteren Bruno Hildebrand), der sich als Vertreter des Historismus gegen jedwede ökonomische Theorie wendete, sich aber nicht durchsetzen konnte. Bereits zwei Jahre nach seiner Berufung ging Schumpeter für ein Jahr (1913–1914) als Austauschprofessor an die Columbia-Universität in New York. Dort lernte er Irving Fisher, Frank W. Taussig und Wesley Clair Mitchell persönlich kennen. Seine Frau weigerte sich, mit ihm nach Graz zurückzukehren, woraufhin Schumpeter diese Ehe faktisch als beendet ansah. Im Studienjahr 1916/17 wurde er Dekan der Juristischen Fakultät in Graz.
Von 1916 an startete Schumpeter politische Initiativen, den Ersten Weltkrieg zu beenden; unter anderem trat er an Kaiser Karl I. heran. Er warnte vor der Zollunion mit Deutschland und setzte sich für die Aufrechterhaltung der multinationalen Monarchie ein, gerichtet gegen das Aufkommen von Nationalismen. Seine Studie Die Krise des Steuerstaates (1918) beschäftigte sich mit der Sanierung der Staatsfinanzen angesichts der Kriegsschulden. Im Winter 1918/19 wurde Schumpeter neben u. a. Rudolf Hilferding und Emil Lederer in die von der damaligen Regierung eingerichtete deutsche Sozialisierungskommission berufen. Unter der Leitung von Karl Kautsky wurde vor allem die Frage beraten, ob die deutsche Kohleindustrie als erster Industriezweig sozialisiert werden sollte. Der auch von Schumpeter mitgetragene Ergebnisbericht vom Februar 1919 sprach sich dafür aus, schlug aber keine Verstaatlichung vor, sondern eine Vergemeinschaftung der Grundstoffindustrien, wobei die Enteigneten aus einer Vermögensabgabe entschädigt werden sollten. Schumpeter verließ die Sozialisierungskommission, nachdem er im März 1919 zum österreichischen Finanzminister ernannt worden war.
Am 15. März 1919 wurde er, obwohl parteipolitisch ungebunden, Finanzminister („Staatssekretär der Finanzen“) in der Staatsregierung Renner II. Er geriet schnell in Streit mit beiden Koalitionsparteien, den Sozialdemokraten und den Christlichsozialen, aber auch mit seinem früheren Studienkollegen Otto Bauer, nunmehr Außenminister („Staatssekretär des Äußern“), vor allem über die Frage des Anschlusses an Deutschland, die Zukunft der Alpine Montan AG und deren Teilübernahme durch Fiat. Die Vorgänge um die Alpine Montan AG wurden als „Kola-Affäre“ bekannt. Obwohl Schumpeter später vollständig entlastet wurde, ist ihm insbesondere vorgeworfen worden, den Verkauf von Aktien der Alpine-Montan-AG an italienische Interessenten angestiftet zu haben, um Otto Bauers Versuch zu sabotieren, das Unternehmen zu sozialisieren. Am 17. Oktober 1919 wurde die Regierung auf Entscheidung der Nationalversammlung vom Kabinett Renner III abgelöst, dem Schumpeter nun nicht mehr angehörte, womit sein Rücktritt als Minister erzwungen wurde.

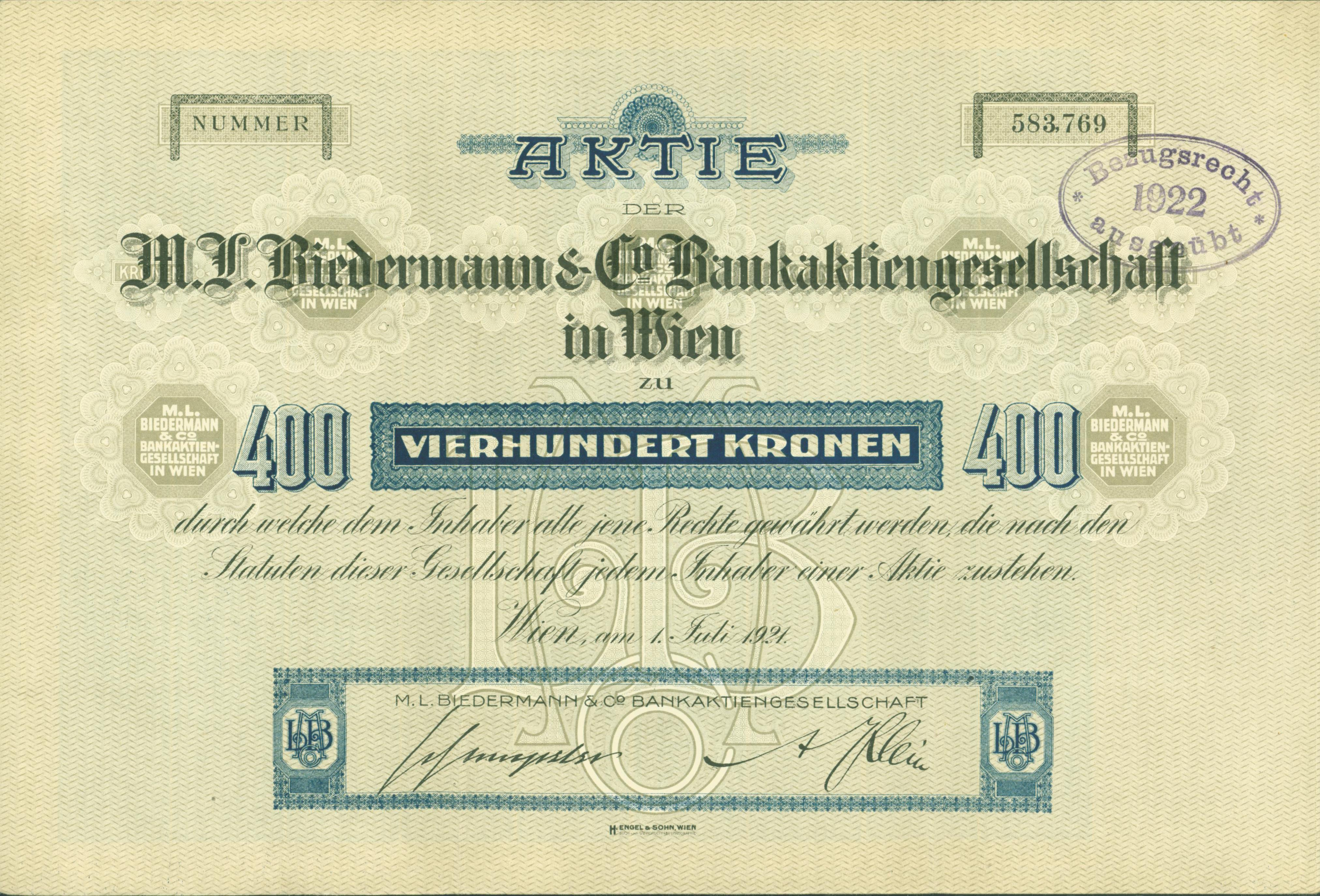
Aktie über 400 Kronen der M. L. Biedermann & Co. Bank- aktiengesellschaft vom 1. Juli 1921

Eine Ende 1919 zeitweise erwogene Berufung an die Universität München zerschlug sich wegen der kontroversen Einschätzung seiner Person, wobei zahlreiche Vorwürfe gegen sein persönliches Auftreten und seine Haltung in den politischen Auseinandersetzungen jener Zeit eine Rolle spielten. 1921 beantragte Schumpeter in Graz die Enthebung vom Lehramt und wurde Präsident der „Biedermann & Co. Bankaktiengesellschaft“. Er nahm Kredite auf, legte die Gelder an und pflegte in Wien einen aufwändigen, mondänen Lebensstil. Die Wirtschaftskrise 1924 setzte dem jedoch ein jähes Ende; er verlor sein Vermögen sowie seinen Posten. In dieser desaströsen Lage gelang es Arthur Spiethoff, mittlerweile Professor an der Universität Bonn, Schumpeter im Oktober 1925 an den dortigen Lehrstuhl für wirtschaftliche Staatswissenschaft zu holen. Zu den Schülern der Bonner Zeit gehören Hans Wolfgang Singer, Cläre Tisch, Wolfgang F. Stolper, Herbert Zassenhaus und August Lösch.
1925 heiratete Schumpeter die zwanzig Jahre jüngere (also * etwa 1903) Anna Josefina Reisinger, Tochter des Hausmeisters im Hause seiner Mutter. Am 3. August 1926 starb sie bei der Geburt ihres ersten Kindes; auch das Kind überlebte die Geburt nicht. Im Juni war bereits seine Mutter verstorben. Von diesen Schicksalsschlägen sollte sich Schumpeter nie wieder ganz erholen. Er stürzte sich in die wissenschaftliche Arbeit und brachte 1926 eine zweite, überarbeitete Fassung der Theorie heraus.
Seine teilweise neu akzentuierte Position machte er auch im Aufsatz The Instability of Capitalism deutlich. Der Wettbewerbskapitalismus mit der Gestalt des Unternehmers werde immer mehr durch einen vertrusteten Kapitalismus ersetzt, in der es weniger auf die Persönlichkeit und Initiative des Unternehmers ankomme. In der Presidential Address vor der American Economic Association 1949 spricht er von einem „Marsch in den Sozialismus“. Im Gegensatz zu der bekannten marxschen Prognose versteht er darunter jedoch eher einen schleichenden Prozess, den er politisch mitnichten begrüßt. Das geplante Werk über Geldtheorie vollendete er nicht mehr, nachdem Keynes 1930 den Treatise on Money veröffentlicht hatte. Vom Herbst 1927 bis Frühjahr 1928 und gegen Ende 1930 war er Gastprofessor am Department of Economics der Harvard University. Zusammen mit Ragnar Frisch wurde er zum Mitbegründer der Econometric Society; er gehörte mehrere Jahre lang deren Vorstand an und war 1940/41 deren Präsident. Auf der Rückreise nach Deutschland hielt er in Japan mehrere Vorträge. Nach der Rückkehr interessierte sich Schumpeter für einen Lehrstuhl in Berlin in Nachfolge von Werner Sombart, auf den jedoch Emil Lederer berufen wurde.
Schumpeter nahm 1932 einen Ruf an die Harvard-Universität an und siedelte im September in die USA über, wo er im Hause von Taussig wohnte, bis er im Sommer 1937 Romaine Elizabeth Boody Firuski (1898–1953), eine Ökonomin und Ostasienspezialistin, heiratete. 1933 wurde er in die American Academy of Arts and Sciences gewählt. Seinen Erfolg als Lehrer begründeten Schüler wie Paul A. Samuelson, James Tobin, Richard Musgrave, Abram Bergson, Richard M. Goodwin, Erich Schneider, Paul Sweezy, Eduard März und John Kenneth Galbraith. Schumpeter war ein großer Bewunderer von Léon Walras und dessen mathematischer Marktanalyse. Deshalb wurde auf seine Anregung hin eine Vorlesung in „Mathematischer Wirtschaftstheorie“ eingeführt, die er selber hielt, bis sie von Wassily Leontief übernommen wurde. Dem neuerlichen Ruhm, zu dem Keynes nach Veröffentlichung von The General Theory of Employment, Interest and Money 1936 auch in Harvard gelangte, stand Schumpeter ablehnend gegenüber, was in seiner missgünstigen Rezension offen zum Ausdruck kam.
1939 legte Schumpeter die zweibändige Analyse der Business Cycles vor, worin er seine Auffassung des kapitalistischen Wirtschaftsprozesses neu darlegte, insbesondere das Zusammenspiel der sich überlagernden Zyklen. Letztere Auffassung wurde von Simon Kuznets 1940 einer starken Kritik unterworfen. Daraufhin überlegte er, nach Yale zu gehen, wurde aber schließlich zum Bleiben an der Harvard-Universität bewogen. Kernpunkt seiner 1942 publizierten Arbeit Capitalism, Socialism and Democracy (dt.: Kapitalismus, Sozialismus und Demokratie) ist die Argumentation, dass der Kapitalismus in einen Sozialismus übergehen werde, weil er seine eigenen Grundlagen zerstöre. Bei den dabei vertretenen Auffassungen zu einer so neu entstehenden Demokratie werden ökonomische Denkmuster bei der Analyse des politischen Prozesses verwendet. Diese Idee wird später in der „Neuen politischen Ökonomie“ bzw. „Ökonomischen Theorie der Politik“ (Anthony Downs) weitergeführt und gilt als eine der Grundlagen zum demokratischen Sozialismus.
Während der Kriegsjahre verschlechterte sich Schumpeters Gesundheitszustand; er wurde zunehmend pflegebedürftig und in „[…] seinen Tagebüchern und auch in der Öffentlichkeit lässt er sich wiederholt zu rassistischen Äußerungen hinreißen. Ein ums andere Mal wird er gegen Keynes und dessen Ökonomik ausfällig.“ Stellvertretend für Letzteres ist z. B. Schumpeters Tagebuch-Äußerung: „Ebenso wie der Niggertanz der Tanz der heutigen Zeit ist, so ist auch der Keynesianismus die ökonomische Lehre der Gegenwart.“ Insbesondere in den Biographien von Thomas K. Mc Craw und Richard Swedberg, in denen die Tagebücher und Briefe von Joseph A. Schumpeter herangezogen wurden, wird diese Seite Schumpeters problematisiert.
Joseph A. Schumpeter war bis zuletzt aktiv tätig. So stand er ab 1948 der American Economic Association als gewählter Präsident vor und arbeitete intensiv an seiner Geschichte der ökonomischen Analyse, die dann erst nach seinem Tode von seiner Witwe 1954 herausgegeben wurde. Schumpeter starb am 8. Januar 1950 an einem Schlaganfall.

## Werke

### Das Wesen und der Hauptinhalt der theoretischen Nationalökonomie
Mit diesem 1908 erschienenen, als Habilitationsschrift eingereichten Werk schuf sich Joseph A. Schumpeter schlagartig einen Namen in der deutschsprachigen Wirtschaftswissenschaft. Einige der darin vertretenen Thesen finden sich bereits im 1906 erschienenen Aufsatz „Über die mathematische Methode der theoretischen Ökonomie“. Er spricht sich in Anlehnung an Stanley Jevons (Theory of Political Economy) und Léon Walras für eine „reine Ökonomie“ aus, die als eine exakte Wissenschaft ihre Urteile in Form von mathematischen Gleichungen darstelle. Im Anschluss an den Methodenstreit zwischen Carl Menger und Schmoller plädiert Schumpeter für ein Sowohl-als-auch. Für die reine Theorie hält er jedoch einen „methodologischen Individualismus“ für unverzichtbar, was er instrumentalistisch begründet. Ein Vorläufer in beiden Ansätzen war früher schon Heinrich Dietzel. Die reine Theorie müsse nur solche Annahmen einführen, die für ihre Ziele unumgänglich seien. Psychologische oder soziologische Annahmen gehörten nicht dazu, womit die Autonomie der reinen Theorie gewährleistet sei.
Die instrumentalistische Behandlung irrealer Modell- bzw. Verhaltensannahmen sowie die Abschottung der reinen Theorie von anderen Sozialwissenschaften sind zwar heftig kritisiert worden, haben aber nichtsdestoweniger zahlreiche Nachfolger gefunden.

### Theorie der wirtschaftlichen Entwicklung
1911 erschien dieses Werk, die zweite – stark überarbeitete – Auflage erschien 1926. Übersetzungen ins Italienische, Englische, Französische, Japanische und Spanische folgten. Die Kreislaufbetrachtung der Wirtschaft beginnt er damit, dass er (ähnlich wie schon François Quesnay und Karl Marx) vorerst eine stationäre Ökonomie unterstellt, die er aber im Sinne der Theorie des allgemeinen Gleichgewichts von Walras analysiert. Hier gebe es indessen keinen Gewinn (und keine „Unternehmer“), sondern nur Löhne und Grundrenten. Schumpeter versuchte, von dieser stationären Betrachtung ausgehend eine Theorie der wirtschaftlichen Dynamik aufzustellen, die (ähnlich wie zuvor Marx’ Akkumulations- und Zusammenbruchstheorie) wirtschaftliche Entwicklungen erklären konnte. Schumpeter nahm in dieser Passage seines Buches keinen ausführlichen Theorievergleich vor.
Langfristig räumte Schumpeter dem Kapitalismus gegenüber dem Sozialismus keine großen Erfolgsaussichten ein, da dieser durch seinen Erfolg an Vitalität verliere. Hierfür sei das Zusammenspiel von folgenden Tendenzen bestimmend:
1. Das schrittweise Aussterben von Unternehmerpersönlichkeiten. Der wirtschaftliche Fortschritt habe die Tendenz, „entpersönlicht und automatisiert zu werden“. An die Stelle von individueller Aktion tritt immer mehr die „Bureau- und Kommissionsarbeit“.
2. Zudem erachtet er das Wirtschaftsbürgertum, das den Adel verdrängt hat, für unfähig, auf Dauer eine politische Führungsrolle auszuüben. Es fehle ihm der „Schimmer irgendeines mystischen Glanzes, der für die Herrschaft über die Menschen so entscheidend ist“.
3. Weiter unterhöhle die Tendenz zu monopolistischen Grossbetrieben das Eigentum und das freie Vertragsrecht. Da die kleinen und mittleren Betriebe verschwänden, würde auch die Zahl derjenigen, die sich politisch für Eigentumsverhältnisse und liberale Rahmenbedingungen einsetzen, fortwährend abnehmen.[27]

Schumpeter begründete in seiner Theorie der wirtschaftlichen Entwicklung (1911) Pionierleistungen nicht vorwiegend mit ökonomischem Eigennutz, sondern mit psychologischen Motiven, zu denen auch die „Freude am Gestalten“ zählt. Schumpeter zufolge wird ein innovativer Unternehmer durch seine Innovation zu einem Monopolisten – so lange, bis Nachahmer auftreten (oder seine Innovation durch andere Entwicklungen verblasst). Schumpeter erkannte damit das Wechselspiel aus Innovation und Imitation in der Arbeitswelt als Triebkraft des Wettbewerbs. Es bildet die Grundlage für eine Reihe von Konjunkturmodellen. Die Begriffe schöpferische Zerstörung und kreative Zerstörung sind in der Makroökonomie bis heute bekannt – meist unter dem Begriff der disruptiven Innovation.

### Epochen der Dogmen- und Methodengeschichte
Der gerade 30-jährige Schumpeter wurde 1914 von Max Weber eingeladen, einen Beitrag zu den Epochen der Dogmen- und Methodengeschichte für den Grundriss der Sozialökonomik zu schreiben. Nach Schumpeter beginnt die Entwicklung der Sozialökonomik mit den antiken Autoren, setzt sich über die Scholastik fort und mündet schließlich im Merkantilismus. Wie Marx sieht er den prägenden Einfluss von Francois Quesnay und William Petty und verwendet den Begriff „Vulgärökonomie“, allerdings bezogen auf bestimmte Merkantilisten. Adam Smith hält Schumpeter für weniger bedeutend, da dieser lediglich Ideen systematisiert habe, die bereits zuvor existierten. In Gegensatz zur Darstellung Alfred Marshalls ist für Schumpeter die klassische Nationalökonomie ein eigenständiger Theorieansatz, die in David Ricardo kulminiere, und nicht bloß ein grobschlächtiger Vorläufer der neoklassischen Theorie.

### Kapitalismus, Sozialismus und Demokratie
Schumpeter hat folgende zentrale Beiträge geliefert:
- Neuprägung der Begriffe „Innovation“ und „Innovator“ sowie Ausarbeitung ihres Stellenwertes für lange Wellen in der ökonomischen Entwicklung, denen er die Bezeichnung Kondratjew-Zyklus gab.
- Gedanken zum Wesen und zur Motivationsgrundlage des Unternehmers: er unterscheidet Arbitrage-Unternehmer oder „Wirte“ von „schöpferischen Unternehmern“.
- Intensive Auseinandersetzung mit den Themen Kapitalismus und Sozialismus. Schumpeter hielt den Kapitalismus für nicht überlebensfähig.[31] Er sah ihn aber – im Gegensatz zu Karl Marx – nicht primär durch seine Widersacher, das Proletariat, gefährdet, sondern durch die auf ihn selbst zurückwirkenden Konsequenzen seines Erfolgs, insbesondere durch das Veralten der Unternehmerfunktion, die Zerstörung der ihn schützenden gesellschaftlichen Schichten und die wachsende Ablehnung der Intellektuellen gegenüber dem Kapitalismus.
- Eine wichtige These Schumpeters war die Unterscheidung zwischen Kapitalist und Unternehmer (Entrepreneur). Unternehmer zeichnen sich seiner Meinung nach dadurch aus, dass sie ihre wirtschaftliche Position ständig durch Innovationen verbessern wollen. Demnach ist es der Unternehmergeist, welcher Innovationen erzeugt und damit Wirtschaftswachstum und sozialen Wandel vorantreibt. Der Zusammenhang zwischen Innovationstätigkeit und Diffusion der Innovationen bleibt aber bei Schumpeter ungeklärt.

### Geschichte der ökonomischen Analyse
Schumpeters unabgeschlossen hinterlassene, von seiner Witwe posthum herausgegebene Theoriegeschichte gilt heute als wichtiges Referenzwerk auf diesem Gebiet. Es umfasst die Geschichte des ökonomischen Denkens von der Antike bis zur keynesianischen Epoche zu Schumpeters Lebzeiten und wurde deutschsprachig 1954 in zwei Bänden herausgegeben. Eine neue deutschsprachige Ausgabe erschien erst wieder 2007.

## Rezeption
Durch sein 1942 erschienenes Buch Kapitalismus, Sozialismus und Demokratie wirkte Schumpeter weit in die Politikwissenschaft (Demokratietheorie) und die Soziologie hinein, dort früh auch besonders auf die Finanzsoziologie. Es wurde in zahlreiche Sprachen übersetzt; die dort thematisierte Auffassung zur Schöpferische Zerstörung (Kapitel Sieben im Teil 2) wird ihm zugeschrieben.
In seinem Beitrag zur Imperialismus-Diskussion verstand er im Gegensatz zu Lenin den Imperialismus nicht als aggressive Suche der Industrie- und Bankmonopole nach neuen Märkten, sondern als Ausdruck von letztlich irrationalem, meist innenpolitisch motiviertem und benutztem Chauvinismus der Oberschichten.
Es wird angenommen, dass John Kenneth Galbraith in seiner Arbeit The New Industrial State von Schumpeters Sichtweisen der Kooperation beeinflusst wurde. Ferner wird ein Einfluss Schumpeters auf den Entwicklungsökonomen Ragnar Nurkse diskutiert.
Im späten 20. Jahrhundert wurden Schumpeters Ideen in einigen Wachstumstheorien wieder aufgegriffen (Neo-Schumpeterianer).
Auch die besondere Beachtung der Start-up-Unternehmen für den Strukturwandel hat Schumpetersche Wurzeln.

## Ehrungen
Ihm zu Ehren benannte die Volkswagenstiftung ein Programm zur Forschungsförderung Schumpeter-Fellowship.
Das österreichische Bundesministerium für Wissenschaft und Forschung vergibt ein Schumpeter-Stipendium.
An der Bergischen Universität Wuppertal hat der Fachbereich Wirtschaftswissenschaft zum Wintersemester 2008/2009 seinen Namen um den Zusatz Schumpeter School of Business and Economics erweitert.
In Linz gibt es seit 1965 eine nach ihm benannte Schumpeterstraße. Im Jahr 1994 wurde in Wien-Floridsdorf (21. Bezirk) der Schumpeterweg nach ihm benannt. Auch in Deutschland gibt es mehrere Orte, die Schumpeter mit einer Straßennamenbenennung ehren: Berlin: Schumpeterstraße, Bonn: Joseph-Schumpeter-Allee, Dortmund: Schumpeterweg.
An der Karl-Franzens-Universität Graz, wo Schumpeter von 1911 bis 1921 lehrte, wurde 2005 das 'Graz Schumpeter Centre für ökonomische und soziale Studien' (GSC) gegründet.
Das britische Magazin The Economist benannte eine seit September 2009 wöchentlich erscheinende Kolumne über Wirtschaft und Innovation ihm zu Ehren Schumpeter und begründete dies damit, dass er einer der wenigen Intellektuellen gewesen sei, die das Wesen des unternehmerischen Handelns tatsächlich verstanden hatten.

## Veröffentlichungen (Auswahl)
- Das Wesen und der Hauptinhalt der theoretischen Nationalökonomie. Verlag Duncker & Humblot, Berlin 1908. (3. Auflage. Verlag Wirtschaft und Finanzen, Düsseldorf 1998, ISBN 3-428-02318-8; Ausgabe von 1908: Digitalisat archive.org)
- Wie studiert man Sozialwissenschaft. Duncker & Humblot, Berlin 1910. (2013, ISBN 978-3-428-16941-2)
- Theorie der wirtschaftlichen Entwicklung: eine Untersuchung über Unternehmergewinn, Kapital, Kredit, Zins und den Konjunkturzyklus. Duncker & Humblot, Leipzig 1911. (7. Auflage. Duncker & Humblot, Berlin, ISBN 3-428-01388-3. (mises.at))
- Zur Soziologie der Imperialismen. Verlag Mohr Siebeck, Tübingen 1919. (aus: Archiv für Sozialwissenschaft und Sozialpolitik. Band 46, Nr. 1 und 2)
- Business Cycles. A Theoretical, Historical, and Statistical Analysis of the Capitalist Process. Vol I und II, Martino Fine Books, Eastford 1939. (Vol 1, ISBN 978-1-68422-064-9; Vol 2, ISBN 978-1-68422-065-6; deutsch: Konjunkturzyklen. Verlag Vandenhoeck & Ruprecht, Göttingen 1961)
- Capitalism, Socialism, and Democracy. 1942. (deutsch: Kapitalismus, Sozialismus und Demokratie. übersetzt von Susanne Preiswerk. Bern 1946; 3. Auflage. 1972, ISBN 3-7720-0917-4)
  - Kapitalismus, Sozialismus und Demokratie. Einleitung von Eberhard K. Seifert. 7., erweiterte Auflage. UTB, Stuttgart 1993, ISBN 3-8252-0172-4.
  - Kapitalismus, Sozialismus und Demokratie. 10., vervollständigte Auflage. Mit einer Einführung von Heinz D. Kurz; übersetzt von Susanne Preiswerk (Teil I-IV) und Theresa Hager, Philipp Kohlgruber und Patrick Mellacher (Teil V). Verlag Narr Francke Attempto, Tübingen 2020, ISBN 978-3-8252-5317-2.
- Aufsätze zur Soziologie. Verlag Mohr Siebeck, Tübingen 1953.
- History of Economic Analysis. Edited from Manuscript by Elisabeth Boody Schumpeter an with an Introduction by Mark Perlmann. Routledge, London 1954. digamo.free.fr. (deutsch: Geschichte der ökonomischen Analyse. 2 Bände. 2. Auflage. Verlag Vandenhoeck & Ruprecht, Göttingen 2007, ISBN 978-3-525-10526-9)
- Briefe/Letters. Hg.: Ulrich Hedtke und Richard Swedberg. Verlag Mohr Siebeck, Tübingen 1999, ISBN 3-16-147254-3.